# Người Liên Xô
Người Liên Xô (tiếng Nga: Сове́тский наро́д, đã Latinh hoá: Sovétsky naród) hay Người Xô viết (tiếng Nga: Советы, đã Latinh hoá: Sovety), hoặc Công dân Liên Xô (tiếng Nga: гражданин Советского Союза, đã Latinh hoá: Grazhdanin Sovetskogo Soyuza)

## Chính trị quốc gia ban đầu ở Liên Xô

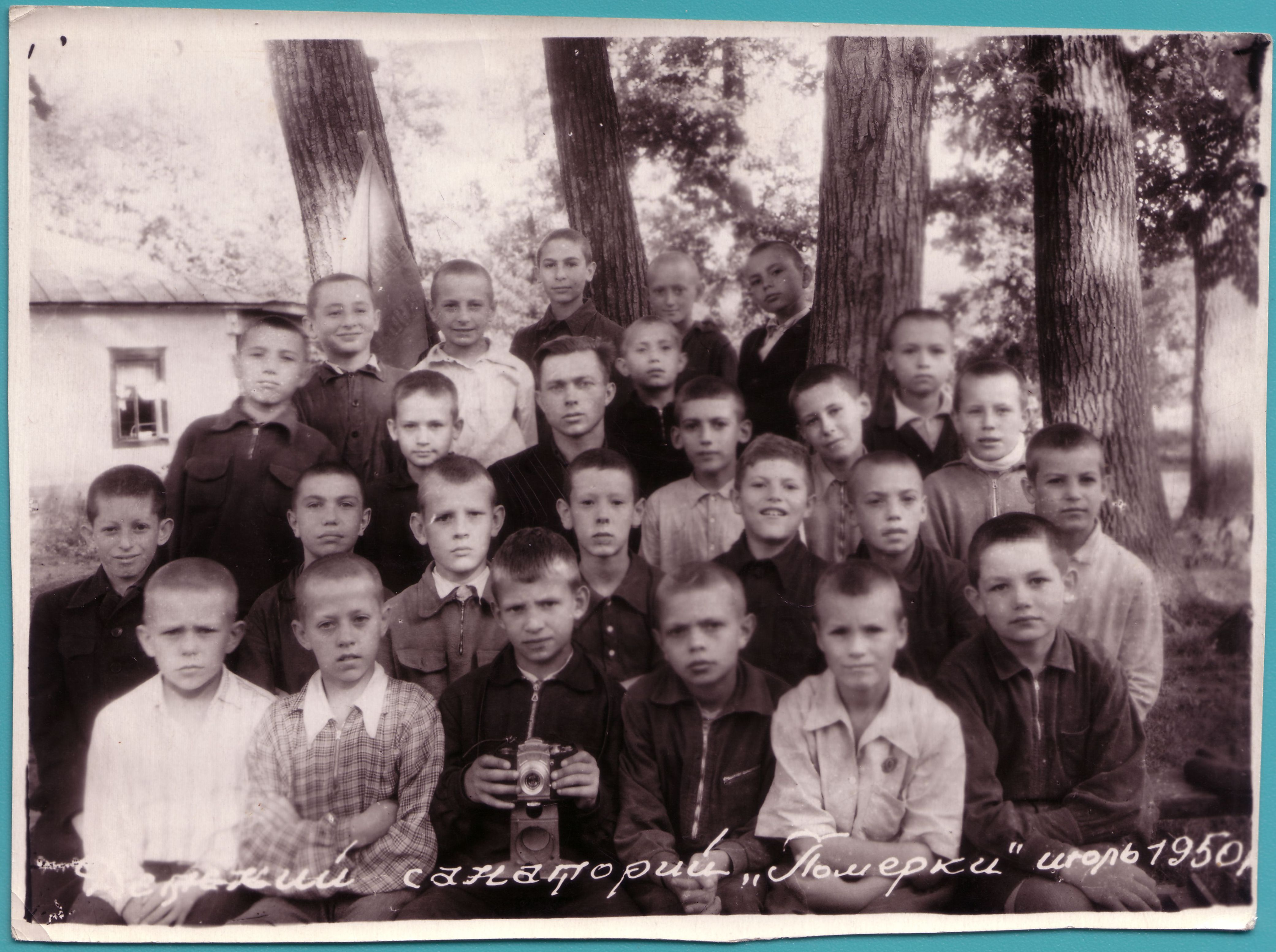
Nhà vệ sinh trẻ em Pomerki ở Kharkov. Mùa hè 1950

Thông qua Lịch sử Liên Xô, cả học thuyết và thực hành liên quan đến sự khác biệt dân tộc trong dân số Liên Xô thay đổi theo thời gian. Nền văn hóa dân tộc thiểu số không hoàn toàn bị bãi bỏ ở Liên bang Xô viết. Theo định nghĩa của Liên Xô, nền văn hóa quốc gia phải là "xã hội chủ nghĩa theo nội dung và quốc gia theo hình thức", được sử dụng để thúc đẩy các mục tiêu và giá trị chính thức của nhà nước. Trong khi mục tiêu luôn là củng cố quốc tịch với nhau trong một cấu trúc nhà nước chung, như một bước thực dụng trong những năm 1920 và đầu những năm 1930 theo chính sách của ' korenizatsiya (bản địa hóa), các nhà lãnh đạo của Đảng cộng sản thúc đẩy liên bang và tăng cường các ngôn ngữ không phải tiếng Nga và văn hóa (xem phân định quốc gia ở Liên Xô). Tuy nhiên, vào cuối những năm 1930, chính sách chuyển sang xúc tiến tích cực hơn về ngôn ngữ Nga và sau đó vẫn còn nhiều nỗ lực hơn nữa của Nga, tăng tốc trong những năm 1950 đặc biệt là trong các lĩnh vực giáo dục công. Mặc dù một số đồng hóa đã xảy ra, nỗ lực này đã không thành công trên toàn bộ bằng chứng là sự phát triển trong nhiều nền văn hóa quốc gia trong lãnh thổ sau khi giải thể Liên Xô vào năm 1991.
Củng cố sự khác biệt trong bản sắc dân tộc, nhà nước Liên Xô duy trì thông tin về "quốc tịch" trên nhiều hồ sơ hành chính, bao gồm trường học, công việc và hồ sơ quân sự, cũng như trong các cuộc tổng điều tra dân số định kỳ. "Kỷ lục thứ năm" (tiếng Nga: пя́тая графа́, đã Latinh hoá: Pyátaya grafá) là phần của tài liệu hộ chiếu nội bộ bắt buộc ghi rõ dân tộc của công dân (tiếng Nga: национа́льность, đã Latinh hoá: Natsionál'nost).

## Người Liên Xô là một khái niệm chính trị
Nikita Khrushchev đã sử dụng chữ này trong bài phát biểu tại Đại hội Đảng Cộng sản lần thứ XXII năm 1961, khi ông tuyên bố rằng ở Liên Xô đã hình thành một cộng đồng lịch sử mới của những người thuộc nhiều quốc gia khác nhau, có đặc điểm chung - người Liên Xô.
Đại hội lần thứ XXIV của Đảng Cộng sản Liên Xô hoàn thành định nghĩa này. Đây là một thực thể toàn Liên Xô duy nhất - người Liên Xô, người theo chủ nghĩa Xô viết - được gán cho nhiều đặc điểm mà học thuyết chính thức trước đây đã gán cho các quốc gia (tiếng Nga: на́ции, Chuyển tự, Nátsii) và quốc tịch (tiếng Nga: национа́льности, Chuyển tự: Natsionál'nosti) soạn thảo nhà nước Liên Xô đa quốc gia. "Người Liên Xô" được cho là "cộng đồng lịch sử, xã hội và quốc tế mới của những người có một lãnh thổ chung, kinh tế và xã hội chủ nghĩa; một nền văn hóa phản ánh đặc thù của nhiều quốc gia; mục tiêu: xây dựng chủ nghĩa cộng sản."
Theo điều tra dân số năm 2010 của Nga, 27.000 người Nga đã tự nhận mình là thành viên của người Liên Xô.